# Línia Amiens-Lilla-Amiens del TER
Aquestes són les estacions de la línia Amiens-Lilla-Amiens del transport express régional, una xarxa ferroviària de França gestionada per la companyia SNCF.

## Estacions
| Estació            | Municipi            | Departament   | Coordenades                                             |
| ------------------ | ------------------- | ------------- | ------------------------------------------------------- |
| Amiens             | Amiens              | Somme         |                                                         |
| Lamotte-Brebière   | Lamotte-Brebière    | Somme         |                                                         |
| Daours             | Daours i Aubigny    | Somme         |                                                         |
| Corbie             | Corbie              | Somme         |                                                         |
| Heilly             | Heilly              | Somme         |                                                         |
| Méricourt-Ribemont | Méricourt-l'Abbé    | Somme         |                                                         |
| Buire-sur-l'Ancre  | Buire-sur-l'Ancre   | Somme         |                                                         |
| Albert             | Albert              | Somme         |                                                         |
| Miraumont          | Miraumont           | Somme         |                                                         |
| Achiet             | Achiet-le-Grand     | Pas de Calais |                                                         |
| Arràs              | Arràs               | Pas de Calais |                                                         |
| Rœux               | Rœux                | Pas de Calais |                                                         |
| Biache-Saint-Vaast | Biache-Saint-Vaast  | Pas de Calais |                                                         |
| Vitry-en-Artois    | Vitry-en-Artois     | Pas de Calais |                                                         |
| Brebières-Sud      | Brebières           | Pas de Calais |                                                         |
| Corbehem           | Corbehem            | Pas de Calais |                                                         |
| Douai              | Douai               | Nord          |                                                         |
| Pont-de-la-Deûle   | Flers-en-Escrebieux | Nord          |                                                         |
| Leforest           | Leforest            | Nord          |                                                         |
| Ostricourt         | Ostricourt          | Nord          |                                                         |
| Libercourt         | Libercourt          | Nord          |                                                         |
| Phalempin          | Phalempin           | Nord          |                                                         |
| Ronchin            | Ronchin             | Nord          |                                                         |
| Lille-Flandres     | Lilla               | Nord          | 50° 38′ 10.6″ N, 3° 4′ 15.4″ E / 50.636278°N,3.070944°E |